# David C. Cassidy
David Charles Cassidy (* 1945) ist ein US-amerikanischer Wissenschaftshistoriker, bekannt für seine Biographie über Werner Heisenberg.
Cassidy studierte Physik an der Rutgers University und promovierte 1976 in Wissenschaftsgeschichte an der Purdue University (Werner Heisenberg and the crisis in quantum theory 1920–1925). Danach war er an der University of California, Berkeley und als Humboldt-Fellow an der Universität Stuttgart bei Armin Hermann. Er war Dozent an der Universität Regensburg. Seit 1990 ist er Professor an der Hofstra University in Hempstead. 1992 wurde er Fellow der American Physical Society.
Cassidy war sieben Jahre lang Mitherausgeber der gesammelten Werke von Albert Einstein bei Princeton University Press und war Berater bei den Werkausgaben von Heisenberg, Wolfgang Pauli, Niels Bohr.
Für seine Heisenberg-Biographie erhielt er den Pfizer-Preis. Außerdem erhielt er den Science Writing Award des American Institute of Physics. Er schrieb neben seiner Heisenberg-Biographie auch den Artikel über Heisenberg im neuen Dictionary of Scientific Biography. Cassidy war Vorsitzender der Sektion Wissenschaftsgeschichte und -philosophie der New York Academy of Sciences. Für 2014 wurde ihm der Abraham-Pais-Preis zugesprochen.

## Schriften
- Werner Heisenberg – Leben und Werk. Spektrum Verlag 1995 (englisches Original: Uncertainty – The Life and Science of Werner Heisenberg, W. H. Freeman 1992)
- J. Robert Oppenheimer and the American Century. New York, Pi Press 2005, The Johns Hopkins University Press 2009
- Beyond uncertainty: Heisenberg, quantum physics and the bomb. New York 2008
- Einstein and our world. Atlantic Highlands, New Jersey, Humanities Press 1995
- David C. Cassidy, Gerald Holton, F. James Rutherford: Understanding Physics (Undergraduate Texts in Contemporary Physics). Springer 2002
- Einführung zu Jeremy Bernstein: Hitlers Uranium Club – the secret recordings of Farm Hall. AIP 2001
- A short history of physics in the american century, Harvard University Press 2011
- Farm Hall and the german atomic bomb project of world war II. A dramatic history, Springer 2017
- mit Allen Esterson: Einstein's wife: the real story of Mileva Einstein-Maric, MIT Press 2019 (mit Beitrag von Ruth Sime)